# Alphubel
Alphubel – szczyt w Alpach Pennińskich, w masywie Allalin. Leży Szwajcarii w kantonie Valais, na południe od Dom i Täschhorn. Szczyt można zdobyć ze schronisk Täschhütte (2701 m), Mischabeljoch Biwak (3851 m) oraz Hotel Langflue (2867 m). Szczyt otaczają lodowce Weingartengletscher oraz Feegletscher.
Pierwszego odnotowanego wejścia dokonali Leslie Stephen, T. W. Hinchliff, Melchior Anderegg i Peter Perren 9 sierpnia 1860 r.